# Truscott-Mungalalu Airport
Truscott-Mungalalu Airport är en flygplats i Australien. Den ligger i kommunen Wyndham-East Kimberley och delstaten Western Australia, omkring 2 300 kilometer nordost om delstatshuvudstaden Perth. Truscott-Mungalalu Airport ligger 53 meter över havet.
Trakten runt Truscott-Mungalalu Airport är nära nog obefolkad, med mindre än två invånare per kvadratkilometer.. Det finns inga samhällen i närheten. 
Omgivningarna runt Truscott-Mungalalu Airport är huvudsakligen savann. Savannklimat råder i trakten. Genomsnittlig årsnederbörd är 1 438 millimeter. Den regnigaste månaden är januari, med i genomsnitt 365 mm nederbörd, och den torraste är juni, med 1 mm nederbörd.